# クィンクティウス氏族

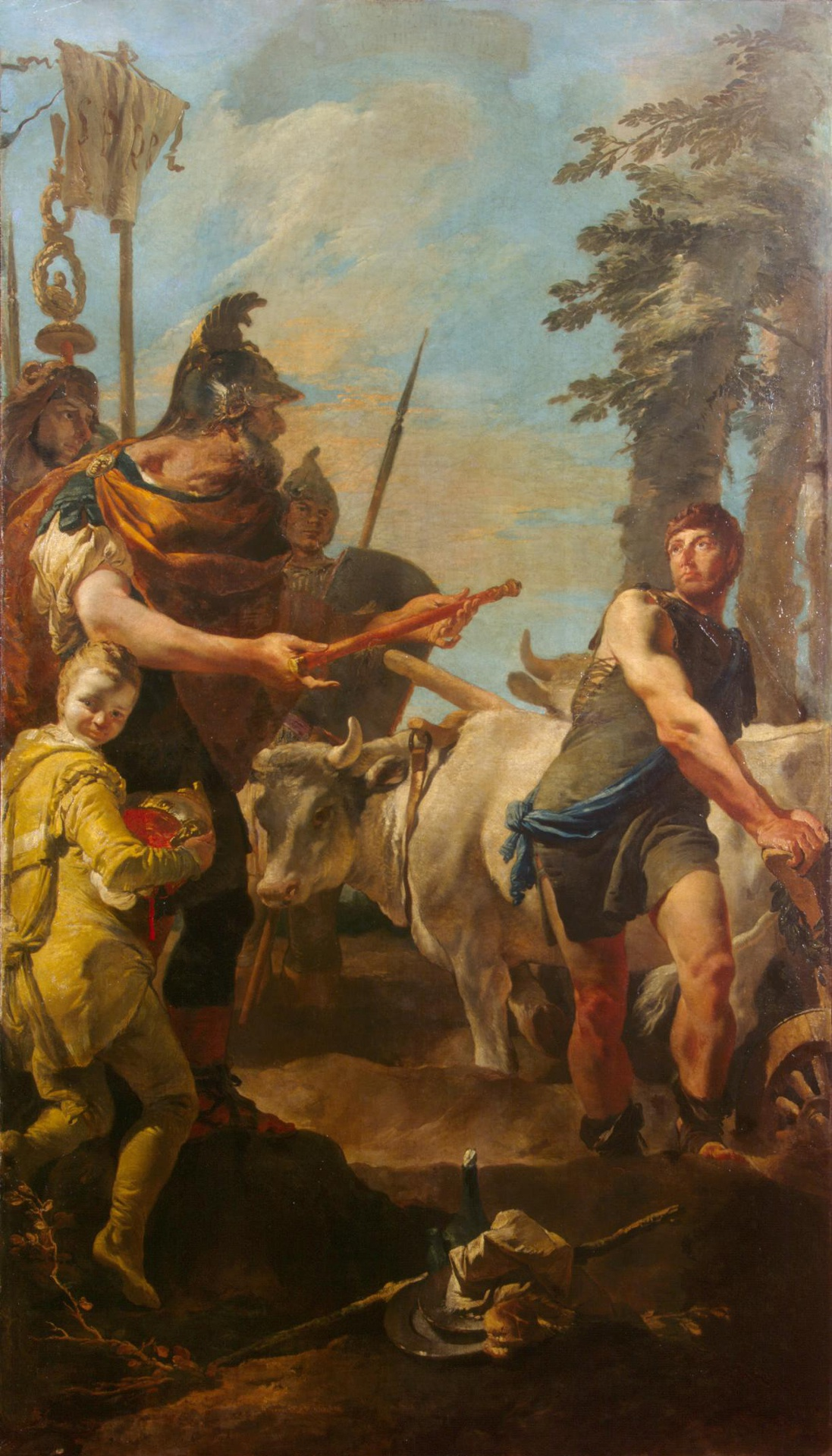
ジョヴァンニ・バッティスタ・ティエポロ『独裁官への指名を受けるキンキナトゥス』（1725年頃）エルミタージュ美術館

クィンクティウス氏族 (ラテン語: Gens Quinctia) は、古代ローマの氏族。元々アルバ・ロンガの有力者であったが、その滅亡後、ユリウス氏族やセルウィリウス氏族らと共にローマ市に移り住み、パトリキ（貴族）として迎え入れられたという。髪型に由来するコグノーメンが多い。

## 一族

### キンキンナトゥス-カピトリヌス家
『ローマ建国史』日本語訳での表記はキンキンナトゥス。ここではグンデルの作成した図を元にする。
- ルキウス
  - ルキウス

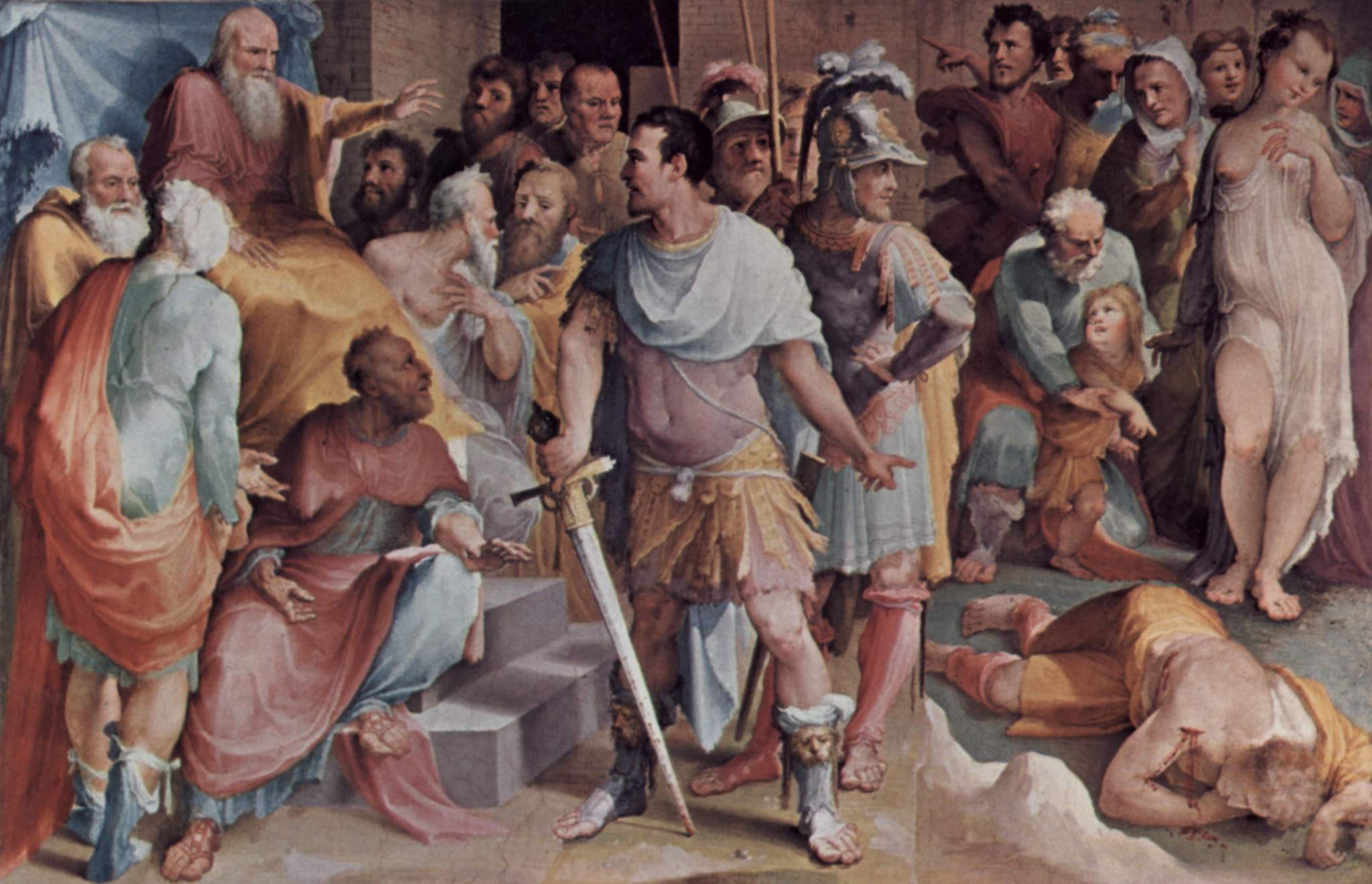
ドメニコ・ベッカフーミ『マエリウスの殺害』（1532年頃）シエナのプブリコ宮殿

    - ティトゥス・クィンクティウス・カピトリヌス・バルバトゥス：紀元前471年他計6度執政官を務めた[5]
      - ティトゥス・クィンクティウス・カピトリヌス・バルバトゥス (紀元前421年の執政官)[6]

    - ルキウス・クィンクティウス・キンキナトゥス：紀元前460年の補充執政官、他2度独裁官を務めた[7]
      - クィントゥス・クィンクティウス・キンキナトゥス：紀元前415年のトリブヌス・ミリトゥム・コンスラリ・ポテスタテ（執政武官）[8]
      - ルキウス・クィンクティウス・キンキナトゥス (紀元前438年の執政武官)[9]
        - ルキウス・クィンクティウス・キンキナトゥス (紀元前386年の執政武官)[10]

      - ティトゥス・クィンクティウス・ポエヌス・キンキナトゥス：紀元前431年の執政官[11]
        - ティトゥス・クィンクティウス・キンキナトゥス・カピトリヌス：紀元前380年の独裁官[12]
          - ティトゥス・クィンクティウス・ポエヌス・カピトリヌス・クリスピヌス：紀元前354年の執政官[13]
            - グナエウス・クィンクティウス・カピトリヌス：紀元前331年釘打ちの儀式を務めた独裁官[14]
              - ルキウス・クィンクティウス：紀元前326年のプロコンスル、クィントゥス・プブリリウス・ピロ配下のトリブヌス・ミリトゥム[15]
- ルキウス・クィンクティウス：紀元前387年の執政武官とする説がある[16]
- ガイウス・クィンクティウス・カピトリヌス：紀元前377年の執政武官[17]
- クィントゥス・クィンクティウス・カピトリヌス：紀元前369年の執政武官[18]
- ティトゥス・クィンクティウス・キンキナトゥス・カピトリヌス (紀元前368年の執政武官)[18]
- ティトゥス・クィンクティウス：紀元前349年の執政官とする説がある[19]

### クラウドゥス-クリスピヌス-フラミニヌス家

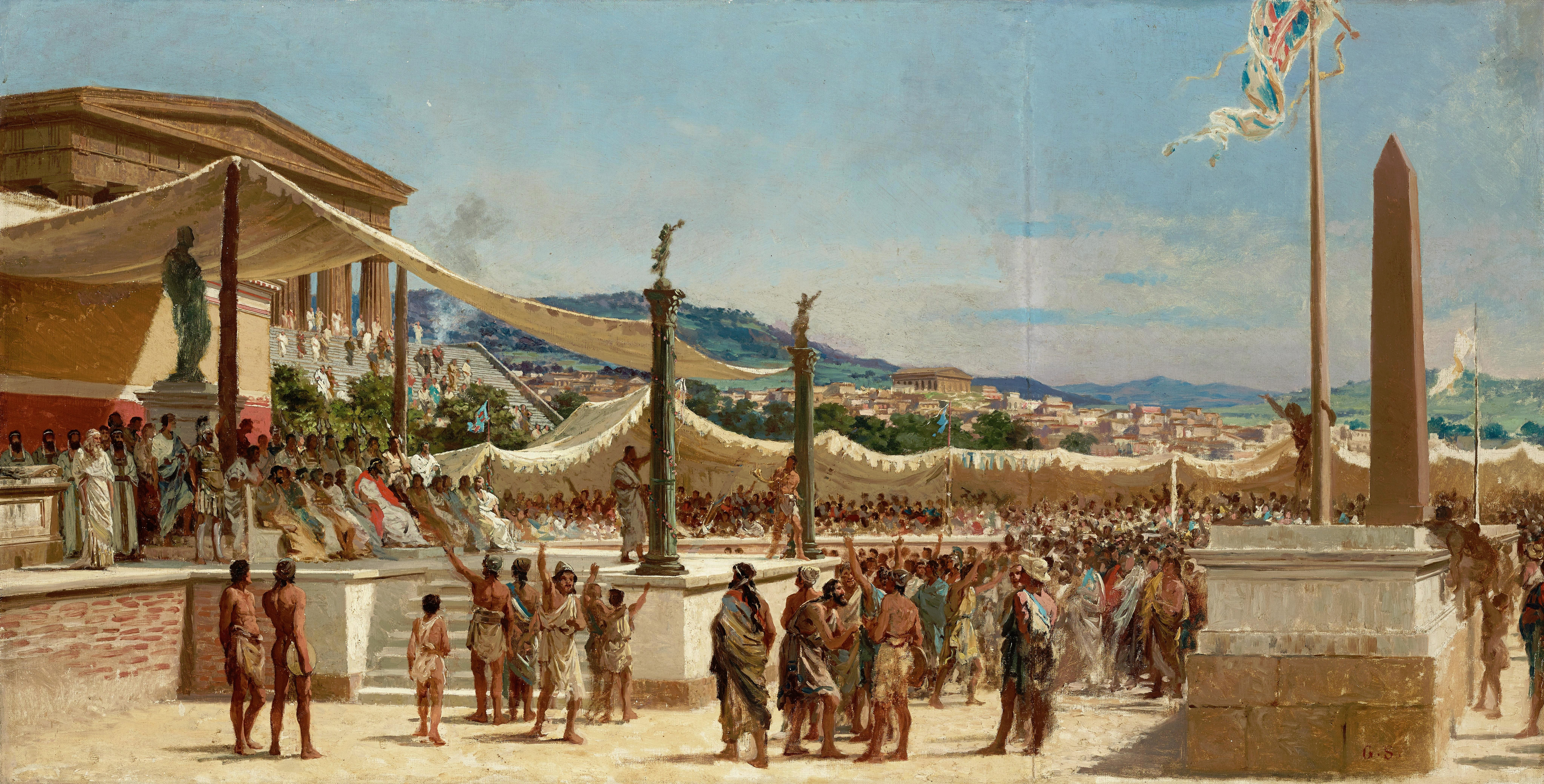
ジュゼッペ・シューティ『ギリシアへ自由を与えるティトゥス・クィンクティウス』（1879年）

ミュンツァーは、紀元前300年頃に床屋がシチリアからやってきたという伝説を元に、宗教的タブーから髪を切ることを拒否したフラメン（神官）の後継者たちがフラミニヌス、切ってカールしていたのがクリスピヌスだとしたが、それ以前にクリスピヌスが存在するため、おそらく間違いである。グンデルの作成した図を元にする
- ルキウス・クィンクティウス：前326年のプロコンスル
  - カエソ・クィンクティウス・クラウドゥス：紀元前271年の執政官[21]
  - ルキウス・クィンクティウス：紀元前270年頃のフラメン・ディアリス（ユッピテル神官）
    - ルキウス・クィンクティウス・クリスピヌス
      - ティトゥス・クィンクティウス・クリスピヌス：紀元前208年の執政官[22]
        - ルキウス・クィンクティウス・クリスピヌス：紀元前186年のヒスパニア・キテリオル担当プラエトル[23]

    - ティトゥス・クィンクティウス・フラミニヌス
      - ルキウス・クィンクティウス・フラミニヌス：紀元前192年の執政官[24]
      - ティトゥス・クィンクティウス・フラミニヌス：紀元前198年の執政官[25]。紀元前196年にギリシアの自由を宣言[26]
        - ティトゥス・クィンクティウス・フラミニヌス (紀元前150年の執政官)[27]
          - ティトゥス・クィンクティウス・フラミニヌス (紀元前123年の執政官)[28]
            - ティトゥス・クィンクティウス・フラミニヌス：紀元前110年頃の貨幣鋳造三人委員
- カエソ・クィンクティウス・フラミニヌス：紀元前217年のコンコルディア神殿建設二人官[29]
- ガイウス・クィンクティウス・フラミニヌス：紀元前177年のプラエトル・ペレグリヌス（外人担当法務官）[30]

### その他
- デキムス・クィンクティウス：紀元前210年、タレントゥムに穀物を輸送中殺害された[31]
- クィンクティウス：紀元前143年のヒスパニア・キテリオル担当プラエトル[32]
- クィンクティウス：紀元前82年にマルクス・テレンティウス・ウァッロ・ルクッルスと戦って敗れたレガトゥス[33]
- ルキウス・クィンクティウス：紀元前68年のプラエトル[34]